# Polverara (Huhn)
Das Polverara-Huhn ist eine alte italienische Hühnerrasse. Es stammt aus Polverara in der Provinz Padua und gehört zu den Haubenhühnern. Seine Ursprünge werden, wie die des mit ihm verwandten Paduanerhuhns, in Osteuropa vermutet. Die Rasse existiert mit schwarzem und weißem Gefieder und hat einen V-förmigen Kamm vor der Haube.